# Colicosa
Colicosa és el nom popular català de l'espècie vegetal Micromeria graeca, pertanyent al gènere de plantes amb flor Micromeria, de la família Lamiaceae. És endèmica de la zona mediterrània, i està documentada a Catalunya, a les Illes Balears i al País Valencià.

## Descripció
És un arbust sufruticós que fa de 10 a 50 centímetres d'alt. És de tiges febles i erectes. Fa les flors de color rosa violaci, en verticils de 2 a 8 flors en inflorescències en forma d'espigues. fulles anuals, enteres, entre ovalades i oval-lanceolades, de fins a 12 mm de llarg per 7 d'ample amb el marge cargolat ensota. Calze en forma de copa, amb una longitud de fins a 5 mm, amb 13 nevis i 5 dents desiguals. Corol·la bil·labiada, d'uns 6 mm de llarg, amb el tub recte i el llavi superior en forma de casc. Té quatre estams sota el llavi superior, i l'estil és de 2 branques da la mateixa llargària. Tota la planta fa una olor característica que permet reconèixer-la fàcilment. El seu oli conté pulegona, isomentona, mentona i piperitona, encara que no se l'empra per a destil·lació pel seu baix rendiment.
Floreix a la primavera, generalment, però també pot fer-ho a la tardor. Es fa en llocs secs, en roques, parets i terres pobres i pedregosos, des del nivell del mar fins a uns 1.400 m. d'altitud.

## Usos
Encara que no consta que se l'hagi estudiada científicament, antigament hom li atribuïa poders com a digestiu (i potser de la paraula còlic en sortiria el nom popular, tant en català com en castellà), antisèptic i cicatritzant. Modernament, la farmacopea popular l'ha substituïda per altres plantes més estudiades, encara que en algunes àrees d'Espanya, com a Màlaga, reté un gran predicament com a calmant de còlics i mals de panxa.

## Sinònims i subespècies
Micromeria graeca
- Satureja graeca L., 1753
- Clinopodium graecum (L.) Kuntze, 1891

subsp. consentina (Ten.) Guinea (sud d'Itàlia i Sicília)
- Satureja consentina Ten.
- Satureja graeca var. consentina (Ten.) Ces., Pass. i Gibelli
- Clinopodium consentinum (Ten.) Kuntze
- Satureja angustifolia C.Presl
- Satureja sicula Guss.
- Satureja sicula var. virescens Guss.

subsp. fruticulosa (Bertol.) Guinea (Mediterrània central i occidenta)
- Thymus fruticulosus Bertol.
- Satureja fruticulosa (Bertol.) Grande
- Micromeria fruticulosa (Bertol.) Šilić

subsp. garganica (Briq.) Guinea (sud-est d'Itàlia)
- Satureja graeca subsp. garganica Briq.
- Satureja consentina var. hirsuta Caruel in Parl.
- Satureja graeca var. garganica Briq.

subsp. graeca (Mediterrània)
- Thymus hirtus Banks i Sol. in A.Russell
- Satureja micrantha Hoffmanns. i Link, 1810
- Thymus virgatus Ten.
- Satureja congesta Hornem.
- Satureja sessiliflora C.Presl
- Micromeria cosentina N.Terracc.
- Satureja garganica Briq.
- Satureja graeca subsp. congesta (Hornem.) Briq.
- Satureja graeca var. congesta (Hornem.) Briq.
- Satureja graeca var. leptiloba Briq.

subsp. imperica Chater (oest i nord d'Itàlia)
- Micromeria thymoides De Not., nom. illeg.
- Satureja thymoides Nyman, nom. illeg.
- Thymus notarisii Zumagl.
- Clinopodium thymoides Kuntze
- Micromeria notarisii (Zumagl.) Gand.
- Satureja graeca subsp. imperica (Chater) Greuter i Burdet

subsp. laxiflora (Post) Mouterde (Síria)
- Micromeria graeca var. laxiflora Post
- Satureja graeca subsp. laxiflora (Post) Greuter & Burdet

subsp. longiflora (C.Presl) Nyman (centre i sud d'Itàlia i Sicília)
- Satureja longiflora C.Presl
- Micromeria longiflora (C.Presl) Tod. ex Nyman, nom. inval.
- Satureja graeca subsp. longiflora (C.Presl) Briq.
- Satureja graeca var. longiflora (C.Presl) Briq.

subsp. micrantha (Brot.) Rivas Mart., T.E.Díaz i Fern.Gon. (Mediterrània), 1990
- Thymus micranthus Brot., 1804
- Satureja canescens Guss.
- Micromeria canescens (Guss.) Benth.

subsp. tenuifolia (Ten.) Nyman (Sardenya, Sicília, Itàlia)
- Satureja tenuifolia Ten.
- Micromeria tenuifolia (Ten.) Benth. in DC
- Clinopodium densiflorum (Benth.) Kuntze, nom. superfl.
- Clinopodium tenuifolium (Ten.) Kuntze
- Satureja densiflora (Benth.) Briq. in H.G.A.Engler i K.A.E.Prantl, nom. superfl.